# Xyrichtys mundiceps
Xyrichtys mundiceps là một loài cá biển thuộc chi Xyrichtys trong họ Cá bàng chài. Loài này được mô tả lần đầu tiên vào năm 1862.

## Từ nguyên
Từ định danh mundiceps bắt nguồn từ tiếng Latinh, được ghép từ mundus ("tinh xảo") và ceps ("vùng đầu"), không rõ hàm ý đề cập đến điều gì.

## Phạm vi phân bố và môi trường sống
X. mundiceps có phạm vi phân bố ở Đông Thái Bình Dương. Loài này được ghi nhận tại vùng biển bao quanh cực nam của bán đảo Baja California và bờ biển Trung México, cũng như tại Panama.
Xyrichtys perlas, một loài chỉ được mô tả thông qua những mẫu vật là cá thể cái được phát hiện tại quần đảo Perlas (Panama), đã được chứng minh là một danh pháp đồng nghĩa với X. mundiceps, vì hình thái của hai loài không có sự khác biệt.
X. mundiceps sống trên nền cát xốp ở độ sâu đến 27 m.

## Mô tả
Chiều dài cơ thể tối đa được ghi nhận ở X. mundiceps là khoảng 15 cm. Trán dốc là đặc điểm của các loài Xyrichtys. Hai hàm đều có răng nanh ở phía trước, riêng hàm dưới không có răng nanh ở phía sau.
Cá con có màu nâu nhạt và có các vạch sọc mờ với năm vạch rộng sẫm hơn. Các vây phớt màu đỏ, đặc biệt là dọc theo các tia vây. Mống mắt có màu vàng với một vòng đỏ bao quanh đồng tử. Có một đường sọc mảnh màu xanh lam kéo dài từ gai lưng đầu tiên xuống đến hàm trên (vẫn còn xuất hiện ở cá trưởng thành). Có một mảng màu đỏ trên mõm và quanh miệng, theo sau là một mảng màu vàng bao quanh mắt.
Cá cái có màu đỏ da cam với các vây sẫm màu đỏ hơn; hai bên má có màu vàng cam, sau mắt có một mảng màu vàng kéo dài đến giữa thân trước. Cá đực có màu xanh lục xám. Đầu có các vệt sọc mảnh màu xanh lam ở mỗi bên má. Các vây có màu vàng nhạt. Vảy có vệt màu xanh lam. Cuống đuôi có đốm đen.
Số gai ở vây lưng: 9; Số tia vây ở vây lưng: 11; Số gai ở vây hậu môn: 3; Số tia vây ở vây hậu môn: 10.

### Trích dẫn
- "A review of the razorfishes (Perciformes: Labridae) of the eastern Pacific Ocean" (PDF). Revista de Biologia Tropical. Quyển 49 số 1. 2001. tr. 101–110. {{Chú thích tạp chí}}: Đã bỏ qua tham số không rõ |authors= (trợ giúp)